# 上杉那郎
上杉 那郎（うえすぎ なろう、1962年 - ）は日本の小説家、推理作家、SF作家。歯科医。新潟県生まれ。日本歯科大学卒業。日本推理作家協会会員。日本SF作家クラブ会員。
1999年、『フラッシュ・オーバー』が第19回横溝正史賞佳作に入選しデビュー。受賞作も含め、樋口京輔（ひぐちきょうすけ）名義で推理小説4作品を上梓した。2007年、『セカンドムーン』で第8回小松左京賞受賞。小松左京賞の受賞を機に筆名を上杉那郎と改めた。小松左京賞受賞作『セカンドムーン』は翌2008年に角川春樹事務所より刊行された。

## 作品リスト
樋口京輔名義
- フラッシュ・オーバー （角川書店、1999年9月）ISBN 978-4-04-873182-9
- 緑雨の回廊 （中央公論新社、2000年5月）ISBN 978-4-12-003003-1
- 黒姫伝説殺人事件 （新潟日報事業社、2002年3月）ISBN 978-4-88862-896-9
- 黒の七夕 （講談社、2002年7月）ISBN 978-4-06-210544-6

上杉那郎名義
- 単行本
  - セカンドムーン （角川春樹事務所、2008年2月）ISBN 978-4-7584-1105-9
  - おもひで屋（角川春樹事務所、2009年8月）ISBN 978-4758411400
- 短編
  - ミラクルビュレット ～奇跡の弾丸～ （『小松左京マガジン』第29巻、株式会社イオ、2008年1月）